# 巴特加姆斯
巴特加姆斯是奥地利施蒂利亚州德意志兰茨贝格县的一个市镇。总面积48.71平方公里，总人口2288人，人口密度47.0人/平方公里（2001年）。